# Shlomo Amar
Shlomo Moshe Amar (en hebreo: שלמה משה עמאר‎; Casablanca, 1948) ha sido el Gran Rabino Sefardí de Israel y el Rishon LeZion desde que fue elegido en 2003. Su colega es Yona Metzger, Gran Rabino Ashkenazí de Israel.
Amar nació en Casablanca, Protectorado francés de Marruecos, y emigró a Israel en 1962, a la edad de 14 años. Es cercano al líder espiritual del partido israelí Shas y anterior Gran Rabino Sefardí Ovadia Yosef. Antes de ser elegido Gran Rabino Sefardí, Amar se desempeñó como jefe de la Corte Rabínica de Petaj Tikva. Fue elegido rabino jefe de Tel Aviv en 2002.

## Trabajo con "tribus perdidas"
En 2002, Amar fue enviado por el ministro del Interior, Eli Yishai, a Etiopía, para reunirse con la comunidad falasha mura, un grupo de judíos etíopes cuyos ancestros se habían convertido al cristianismo. Subsecuentemente, recomendó que ellos pasaran una conversión al judaísmo, lo cual provocó críticas por parte de dicha comunidad. Luego, en 2003, y ya siendo Gran Rabino, se retractó, señalando que cualquier persona descendiente de un miembro de Beta Israel a través de línea materna calificaba como judío y, en consecuencia, tenía el derecho de migrar a Israel.
En enero de 2004, siguiendo las recomendaciones del parlamento israelí y de los Rabinos Jefes Yona Metzger y Shlomo Amar, el entonces primer ministro Ariel Sharón anunció un plan para traer a todos los falasha mura (cuyo número es cercano a 18.000) a Israel para fines de 2007.

## Propuesta de matrimonio civil
Amar hizo noticia en septiembre de 2005, cuando dijo que apoyaría matrimonios civiles para no-judíos y para aquellos que no se identificaban con una religión. La finalidad de su idea radicaba en resolver el problema de unos 300.000 inmigrantes no-judíos, muchos de ellos provenientes de la antigua Unión Soviética, que reclamaban identidad judía y ciudadanía, pero cuyo estatus judío podía no ser aceptado por los estándares del judaísmo ortodoxo y por el Rabinato Supremo de Israel.
Amar llamó a los representantes de los inmigrantes no-judíos a discutir el asunto con los representantes del rabinato

## Diálogo Interreligioso
En una carta al Jeque Yusuf Qaradawi, Amar criticó la opinión del Papa Benedicto XVI respecto del Islam, señalando que: "nuestro camino es honrar toda religión y toda nación de acuerdo a sus creencias, como está escrito en el Libro de los Profetas: 'porque cada nación irá en el nombre de su Señor.'" Posteriormente, le dijo a Benedicto XVI que era su labor difundir el mensaje de que el pueblo judío pertenece a la tierra de Israel.

## Enmienda a laLey del Retorno
En noviembre de 2006, Amar envió un proyecto de ley al primer ministro Ehud Olmert que buscaba remover la cláusula de conversión (al judaísmo) de la Ley del Retorno. Esto prevendría que los conversos de todas las ramas del judaísmo, incluyendo el judaísmo ortodoxo, tuvieran acceso automático a los derechos de ciudadanía israelí, restringiendo la Ley del Retorno para que esta ley se aplicara sólo a los judíos nacidos de madres judías. Esto también afectaría a potenciales inmigrantes que son descendientes sólo de padre o abuelo judío, los cuales -de acuerdo a la norma ortodoxa- no serían considerados como judíos.